# Соловьёв (Черниговская область)
Соловьёв (укр. Солов'їв) — село в Новгород-Северском районе Черниговской области Украины. Население — 0 человек. Занимает площадь 0,45 км².
Почтовый индекс: 16050. Телефонный код: +380 4658.

## Власть
Орган местного самоуправления — Лариновский сельский совет. Почтовый адрес: 16051, Черниговская обл., Новгород-Северский р-н, с. Лариновка, ул. Нерушевка, 11.